# Judd Molea
Judd Molea (23 de agosto de 1988) es un futbolista de las Islas Salomón que juega como mediocampista en el Solomon Warriors.

## Carrera
Debutó en 2006 en la Queensland Academy of Sport (también conocida como QAS), en 2007 regresó a las Islas Salomón para jugar tres temporadas con el Kossa FC. En 2010 tuvo un corto paso por el Lautoka FC y en 2011 atracó en el Sunshine Coast Fire australiano, pero solo permaneció una temporada. Volvió a su país natal en 2012 para firmar con el Solomon Warriors. En 2015 pasó al Western United, aunque para 2016 regresaría al Warriors.

### Clubes
| Club                        | País          | Año             |
| --------------------------- | ------------- | --------------- |
| Queensland Academy of Sport | Australia     | 2006 - 2007     |
| Kossa                       | Islas Salomón | 2007 - 2010     |
| Lautoka                     | Fiyi          | 2010 - 2011     |
| Sunshine Coast Fire         | Australia     | 2011 - 2012     |
| Solomon Warriors            | Islas Salomón | 2012 - 2015     |
| Western United              | Islas Salomón | 2015 - 2016     |
| Solomon Warriors            | Islas Salomón | 2016 - Presente |

### Selección nacional
Disputó con la selección salomonense los Juegos del Pacífico Sur 2007 y la Copa de las Naciones de la OFC 2016.